# أوليفر هازارد بيري
أوليفر هازارد بيري (23 أغسطس 1785 - 23 أغسطس 1819) قائد بحري أمريكي ولد في ساوث كينغستاون، رود آيلاند. كان عضوًا بارزًا في سلالة عائلة بيري البحرية، وكان ابن (سارة والاس ألكسندر) وقبطان البحرية الأمريكية (كريستوفر ريمون بيري) والشقيق الأكبر للعميد البحري ماثيو سي بيري.
خدم بيري في جزر الهند الغربية خلال شبه الحرب 1798-1800 ضد فرنسا في البحر الأبيض المتوسط خلال الحروب البربرية 1801-1815، وفي منطقة البحر الكاريبي ضد القرصنة وتجارة الرقيق، لكنه اشتهر بدوره البطولي في حرب 1812 أثناء معركة بحيرة إري [الإنجليزية] عام 1813. أثناء الحرب ضد بريطانيا، أشرف بيري على بناء أسطول في إري، بنسلفانيا. حصل على لقب "بطل بحيرة إيري" لقيادة القوات الأمريكية في نصر بحري حاسم في معركة بحيرة إري، كما وحصل على ميدالية الكونجرس الذهبية وشكر الكونغرس [الإنجليزية].

## معرض صور

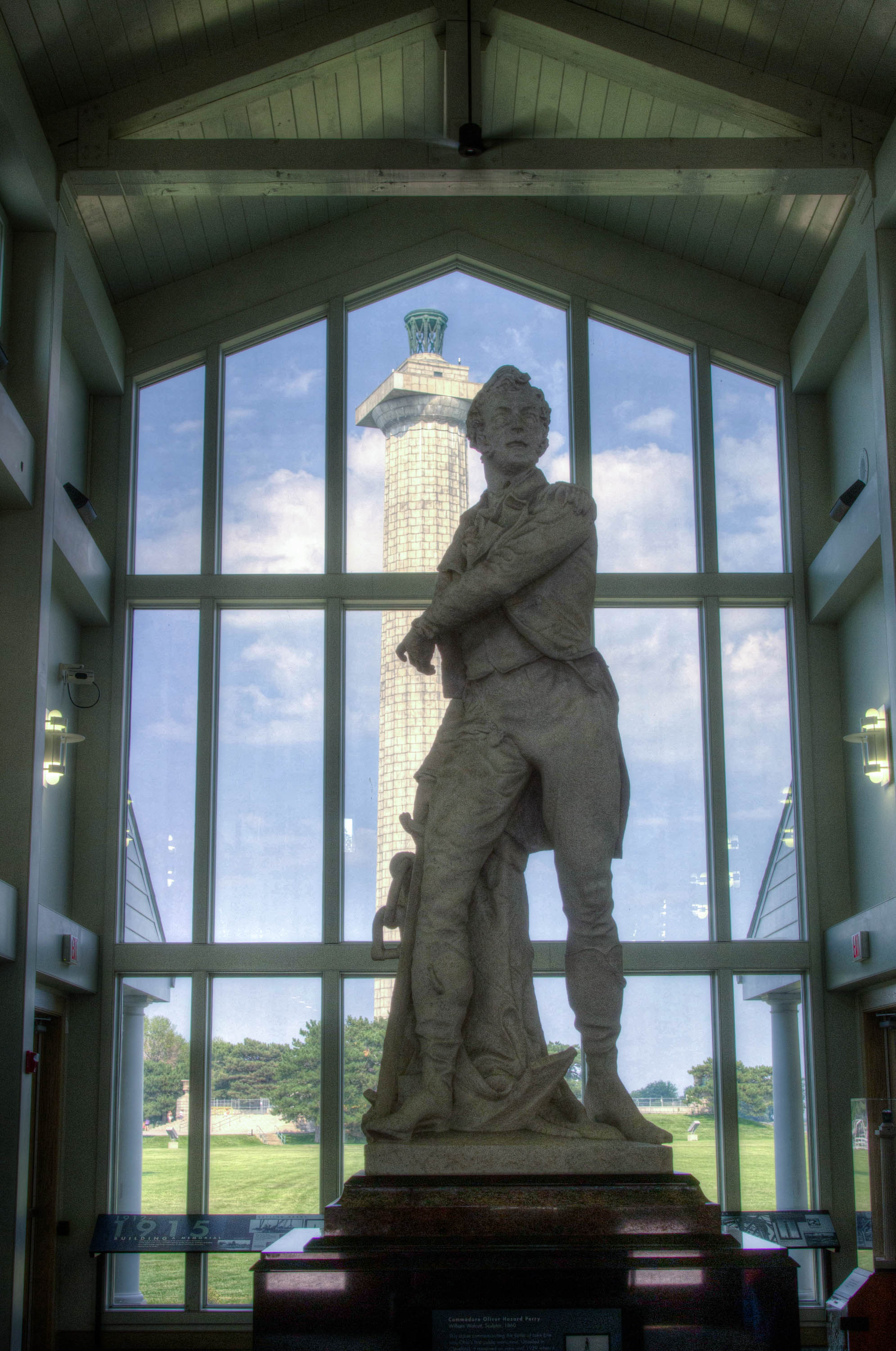
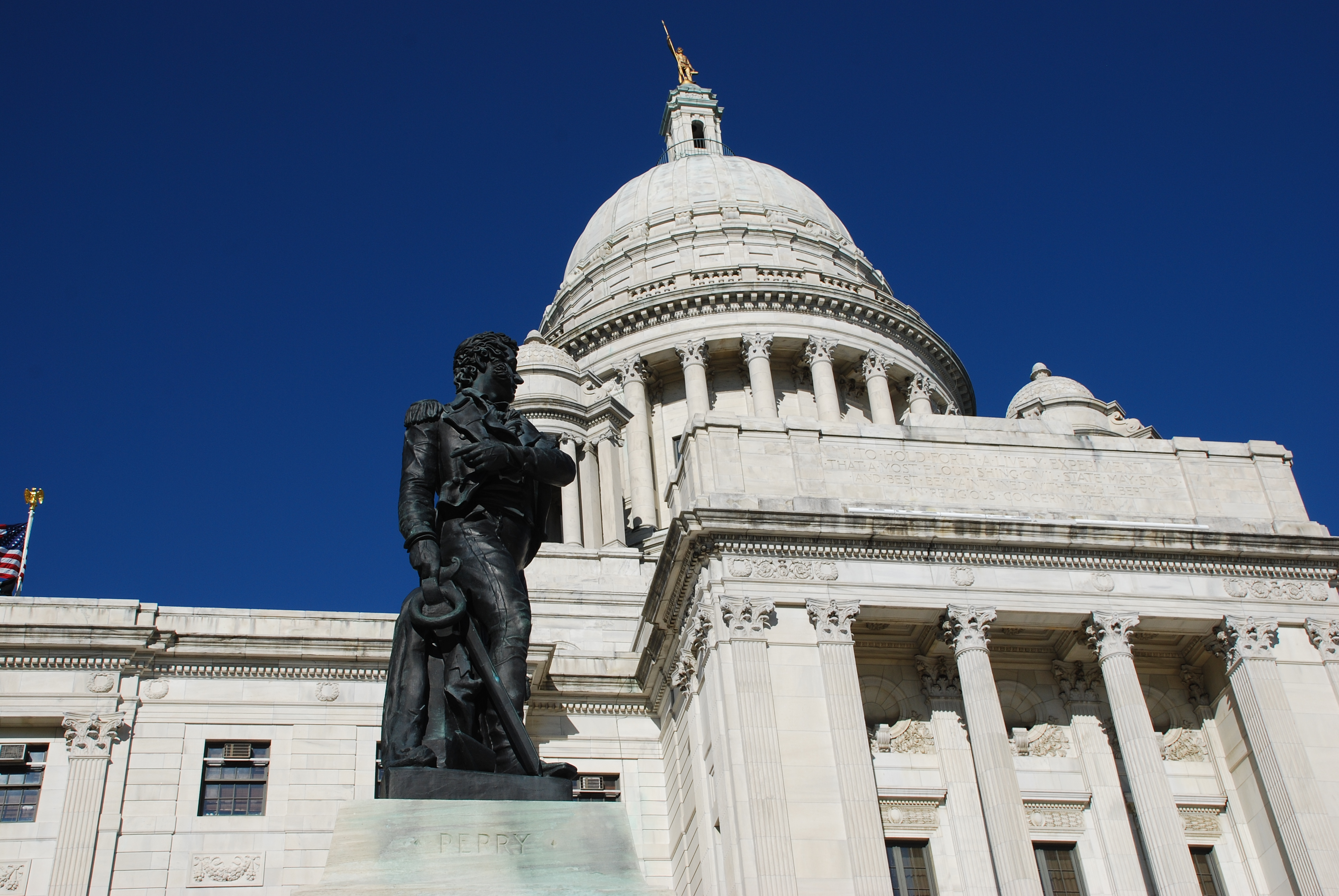
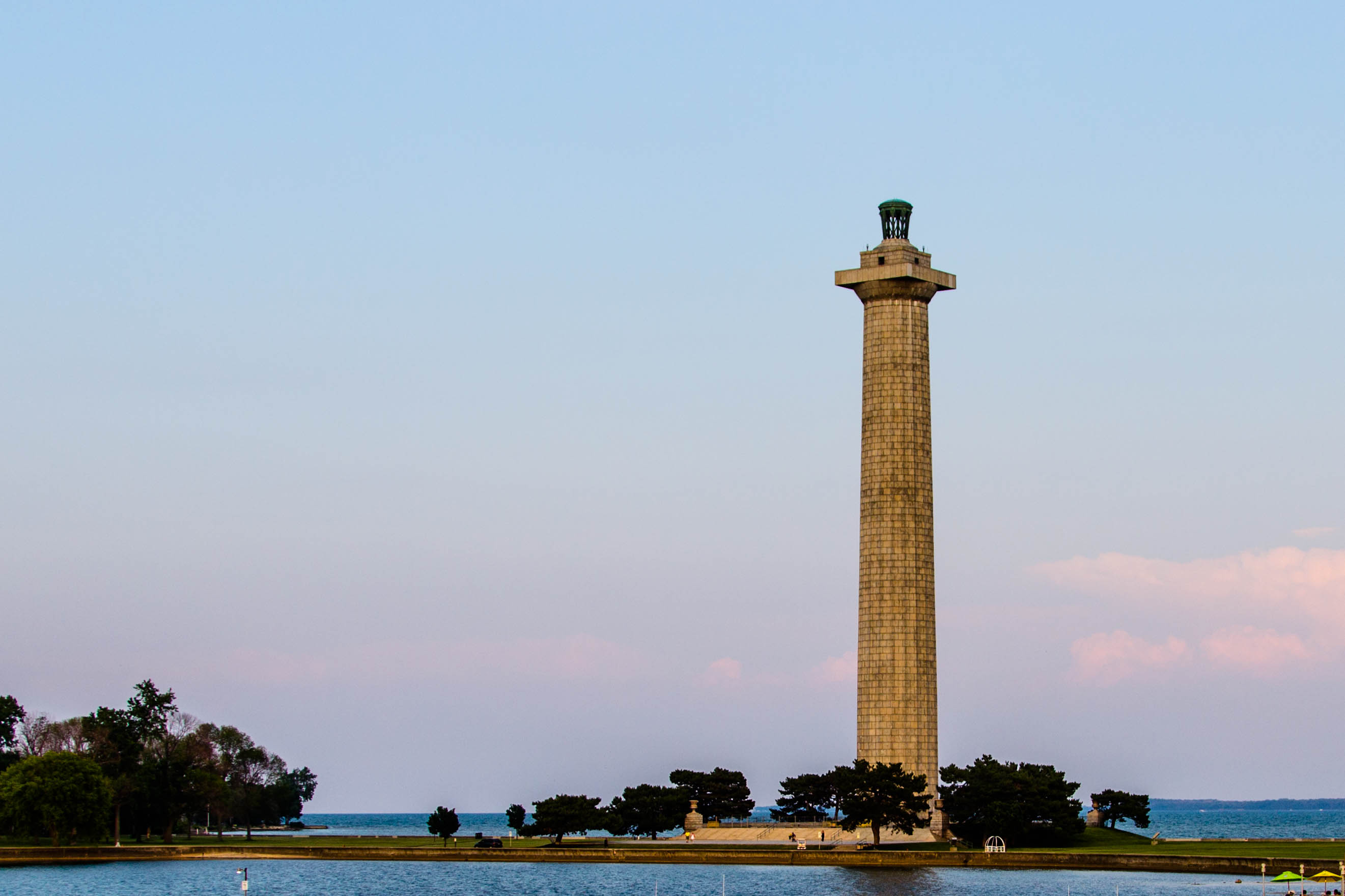
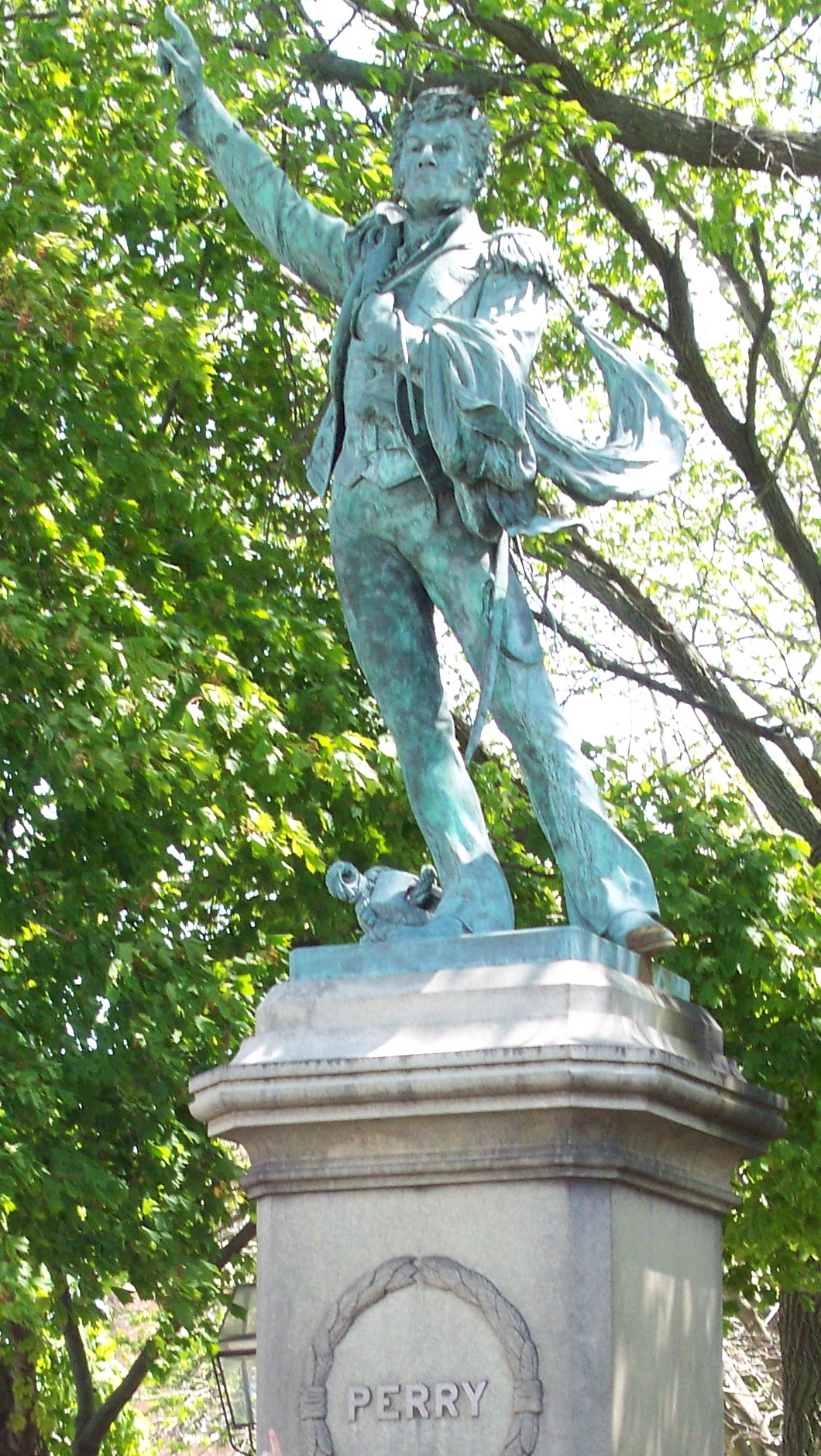
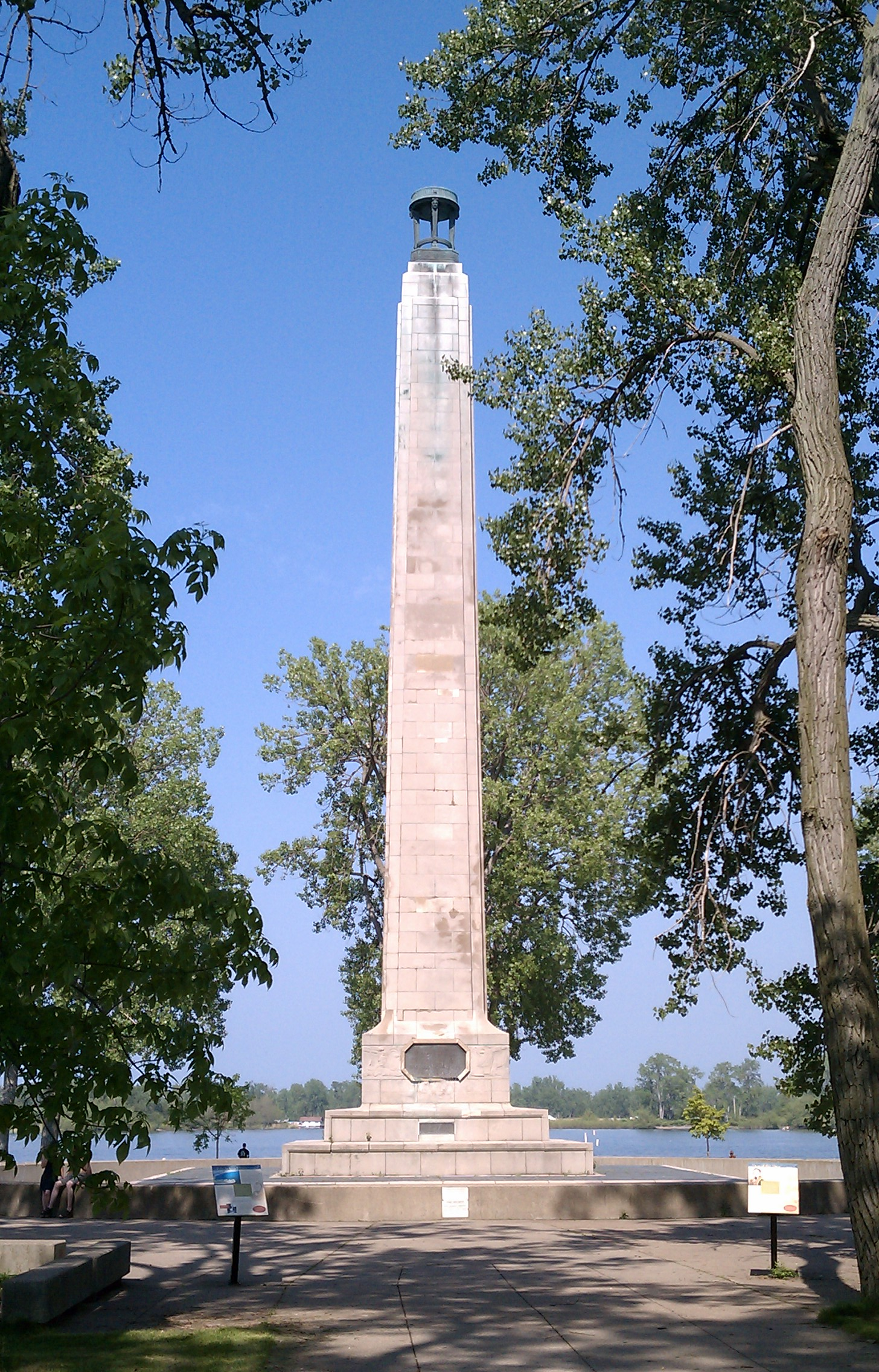

## روابط خارجية
- أوليفر هازارد بيري على موقع الموسوعة البريطانية (الإنجليزية)
- أوليفر هازارد بيري على موقع إن إن دي بي (الإنجليزية)